# Réservoir de Novossibirsk
Le réservoir de Novossibirsk (en russe : Новосибирское водохранилище, Novossibirskoïe vodokhranilichtche), parfois nommé mer de l'Ob (Обское море, Obskoïe more) est un lac artificiel de Russie, créé sur l'Ob, près de la ville de Novossibirsk.

## Présentation
Il constitue l'élément principal de la centrale hydroélectrique de Novossibirsk (Новосибирская гидроэлектростанция, Novossibirskaïa guidroelektrostantsiia). Cet ensemble a été réalisé entre 1957 et 1959 dans l'oblast de Novossibirsk et le krai de l'Altaï.
Les villes bordant ce réservoir sont Novossibirsk (Akademgorodok), Berdsk et Kamen-na-Obi. L'impact de la construction a été le plus important à Berdsk, dont le centre historique a été submergé. Plusieurs villages ont subi le même sort.
Le réservoir est le plus grand de l'oblast de Novossibirsk.

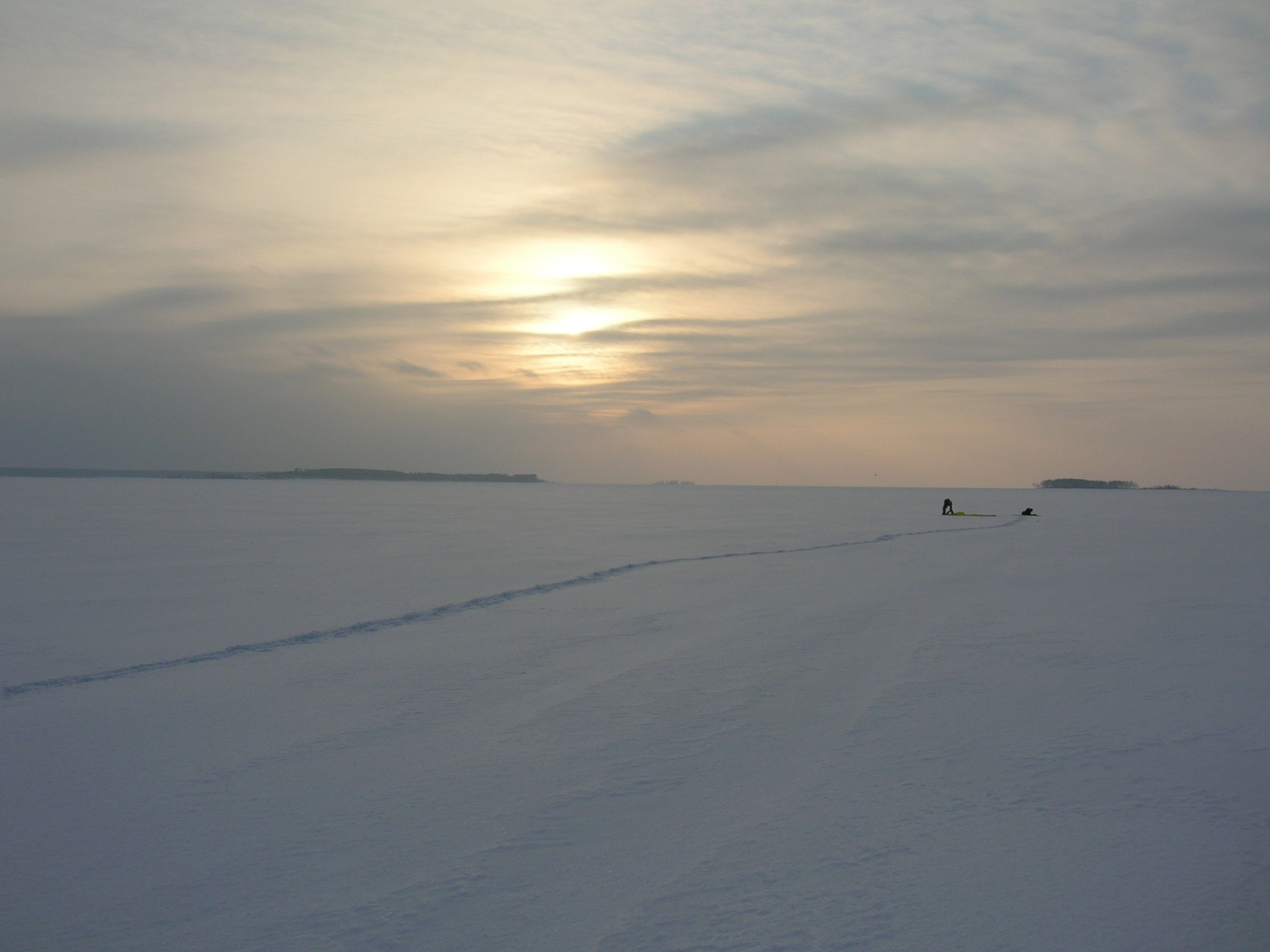
La mer de l'Ob en hiver.
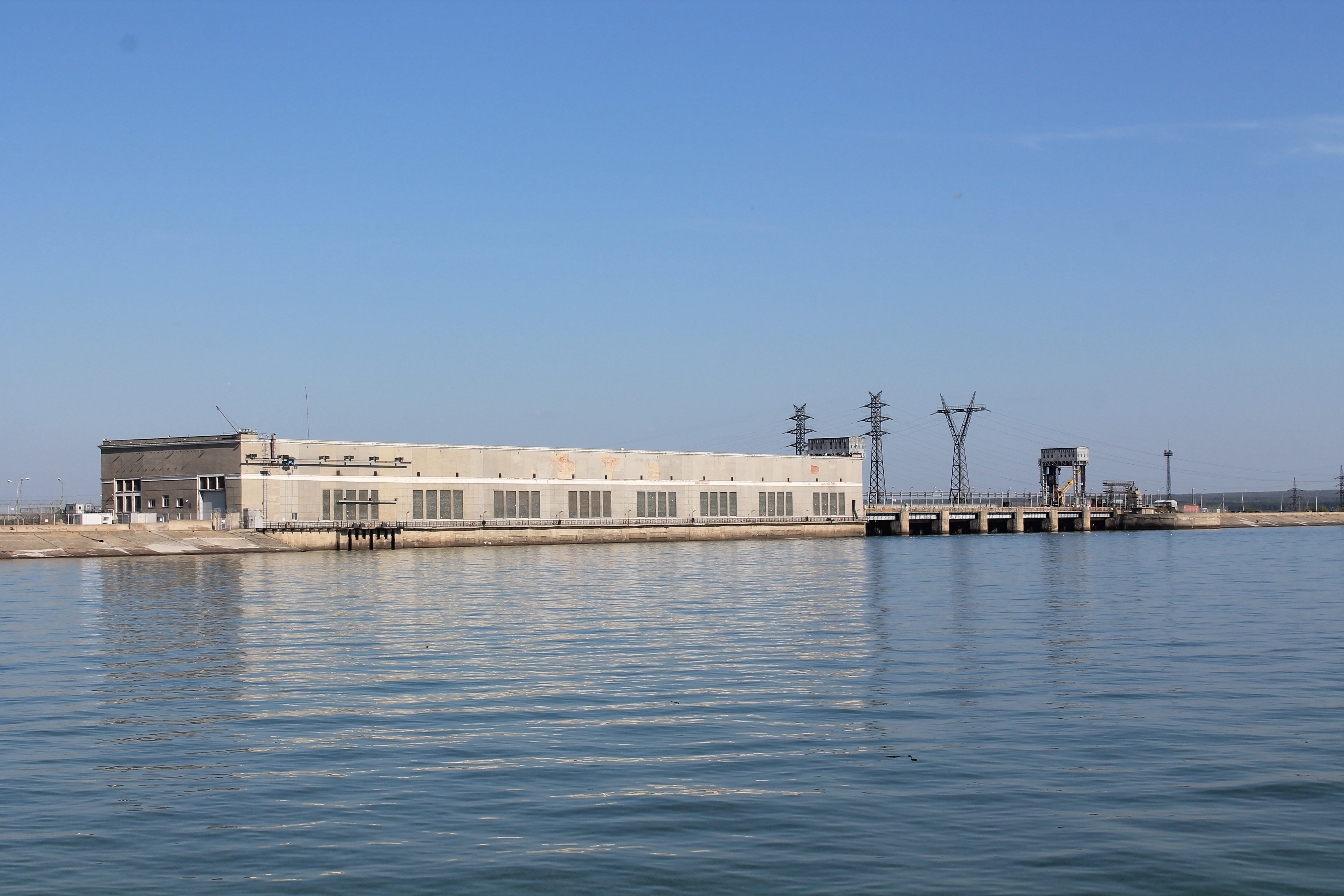
Vue de la centrale hydroélectrique de Novossibirsk.

## Source
- Grande Encyclopédie soviétique